# Marie Restituta Kafková

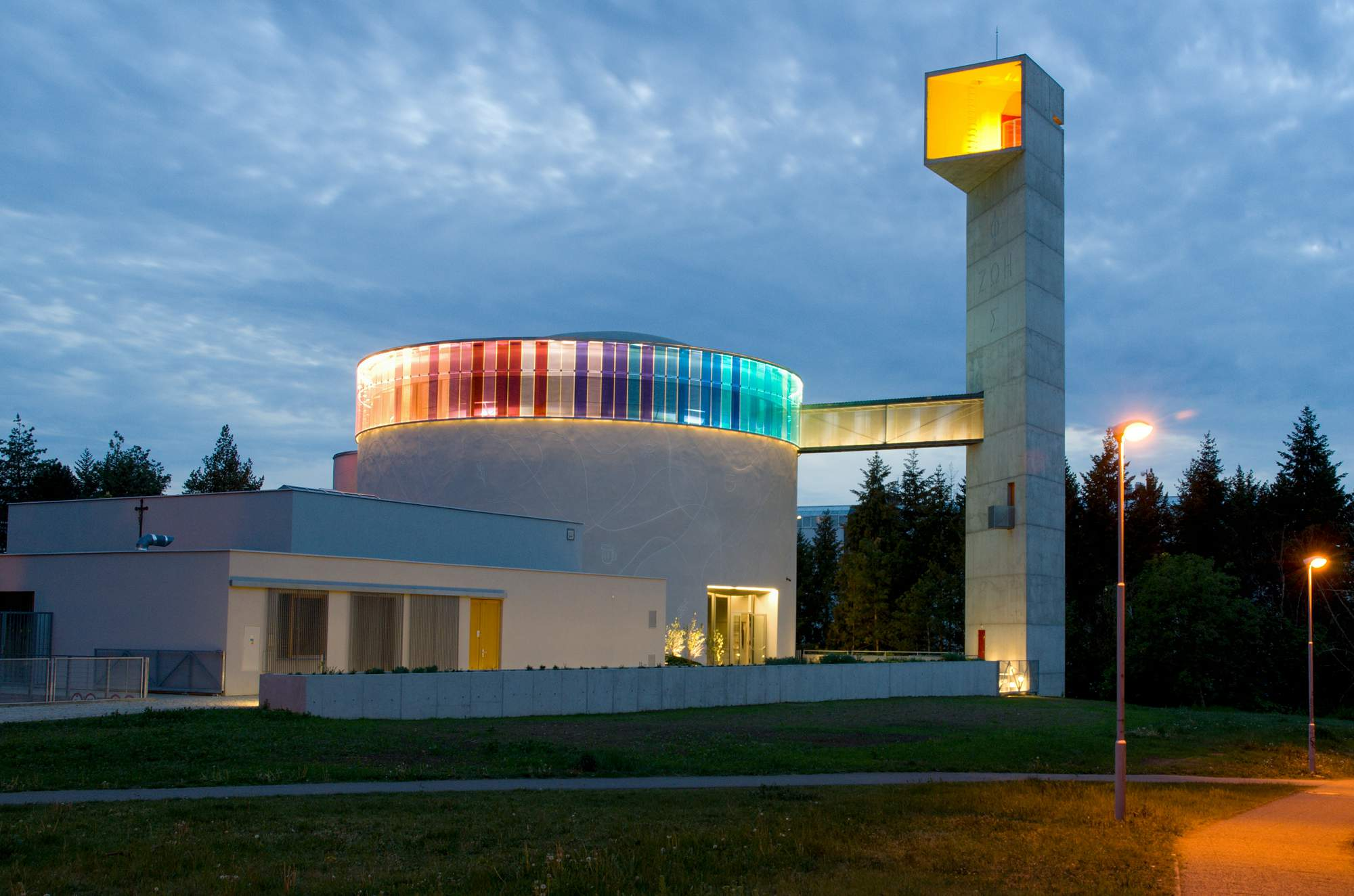
Kostel blahoslavené Marie Restituty v Brně

Blahoslavená Marie Restituta Kafková SFCC, rodným jménem Helena Kafková (1. května 1894 Husovice – 30. března 1943 Vídeň) byla rakouská řeholnice a mučednice českého původu, oběť nacistického teroru. Katolická církev ji prohlásila za blahoslavenou, její svátek připadá na 29. října.

## Život
Marie Restituta se narodila v Husovicích (dnes součást Brna) jako dcera obuvníka Antonína Kafky a jeho manželky Marie, rozené Stehlíkové, pocházející ze západočeských Přeštic. Její děd Jindřich Kafka byl soukeníkem v Náměšti nad Oslavou. Pokřtěna byla 13. května 1894 a dostala jméno Helena.
V roce 1896 se rodina přestěhovala do Vídně, kde Helena později vstoupila do kongregace Sester františkánek křesťanské lásky (Sorores Franciscanae a Caritate Christiana, lidově hartmannky) a přijala řeholní jméno Marie Restituta.
Vynikala jako zdravotní sestra. Nejprve působila na operačním sále řádové nemocnice v Mödlingu, poté ve vídeňské nemocnici v obvodu Margareten, kde zastávala funkci vrchní sestry a blízké spolupracovnice primáře Stöhra. Pro svou rozhodnost si mezi kolegy i pacienty vysloužila přezdívku „sestra Resoluta“.
Byla hluboce zbožná, avšak k asketismu ve stravování neměla sklon. Kvůli časté konzumaci piva a guláše trpěla nadváhou, což však mohlo být v její profesi výhodou – jako sálová sestra potřebovala dostatečnou sílu, aby byla schopna při operacích fyzicky asistovat.
Po anšlusu Rakouska se sestra Marie Restituta opakovaně dostávala do konfliktu s nacistickými úřady, zejména poté, co odmítla jejich nařízení odstranit krucifixy z nemocničních prostor. Dne 18. února 1942 byla přímo na operačním sále zatčena a obviněna ze šíření protinacistických materiálů.
Dne 29. října 1942 byla odsouzena k trestu smrti a 30. března 1943 na příkaz Martina Bormanna popravena gilotinou.

## Odkaz
Katolická církev zahájila beatifikační proces sestry Marie Restituty v listopadu 1988 a  21. června 1998 byla prohlášena papežem Janem Pavlem II. za blahoslavenou. Její svátek se v brněnské a vídeňské diecézi slaví 29. října, v den jejího odsouzení.
Jméno bl. Marie Restituty dnes nese Park Marie Restituty v Brně-Husovicích, ulice u nemocnice v Mödlingu (Schwester-Maria-Restituta-Gasse) a kostel v Brně na Lesné.
Brněnské Divadlo Feste uvedlo v roce 2009 divadelní hru Marie Restituta – Nemocnice na kraji říše, inspirovanou jejím životním příběhem. Šlo o páté představení cyklu Identita, což byl cyklus původních her o hledání identity jednotlivce i národa.
Při návštěvě papeže Benedikta XVI. v České republice v září 2009 se objevily spekulace o možném blížícím se svatořečení Marie Restituty.
V květnu 2019 rozhodla Rada města Brna o umístění sochy Marie Restituty v husovickém parku nesoucím její jméno. Původně bylo odhalení sochy plánováno na rok 2021. Socha byla odhalena 1. května 2025, v den jejího narození.